# Bisdom Montauban

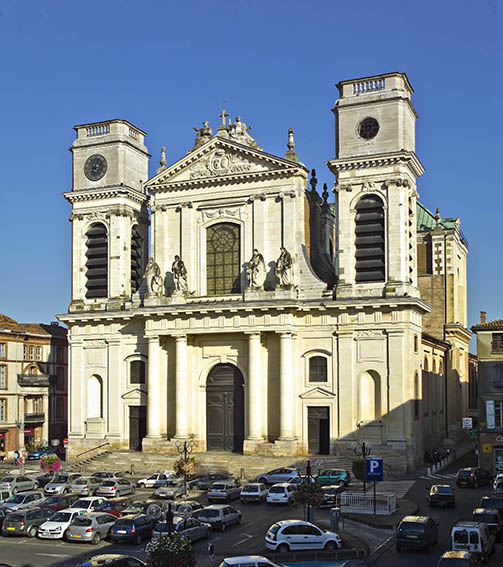
Kathedraal van Montauban

Het bisdom Montauban (Latijn: Dioecesis Montis Albani), is een rooms-katholiek bisdom in Frankrijk. Het is een suffragaanbisdom van het aartsbisdom Toulouse. De bisschopszetel bevindt zich in de stad Montauban en de titelkerk is de kathedraal Notre-Dame. Het bisdom komt overeen met het departement Tarn-et-Garonne en heeft een oppervlakte van 3.717 km². 
In 2021 telde het bisdom 321 parochies bediend door 67 priesters. Van de 262.780 inwoners waren er 185.450 katholiek of 70,6%. Bisschop is Alain Jean Louis Guellec.

## Geschiedenis

Het moderne bisdom binnen Frankrijk

### Ontstaan
Het bisdom werd opgericht op 25 juni 1317 door paus Johannes XXII met de bul Salvator noster. Dit kaderde in een ruimere hertekening van het kerkelijk landschap in het zuiden van Frankrijk. Voordien behoorde Montauban tot het bisdom Cahors. Het toenmalige bisdom besloeg maar een derde van de oppervlakte van het huidige bisdom en werd samengesteld uit delen van het bisdom Cahors en het aartsbisdom Toulouse. De kerk van de Abdij van Montauriol in Montauban, gewijd aan Sint-Theodardus, werd de eerste kathedraal. De abt van deze benedictijnenabdij, Bertrand de Bistour, werd ook de eerste bisschop. Hij stierf echter vlak na zijn wijding, voor hij zijn taak kon opnemen. Zijn opvolger, abt Guillaume de Cardaillac, kreeg de taak het bisdom te organiseren. De oude abdijkerk werd afgebroken en in de plaats kwam een nieuwe gotische kathedraal. De benedictijnenabdij werd een kathedraal kapittel.

### Reformatie en contrareformatie

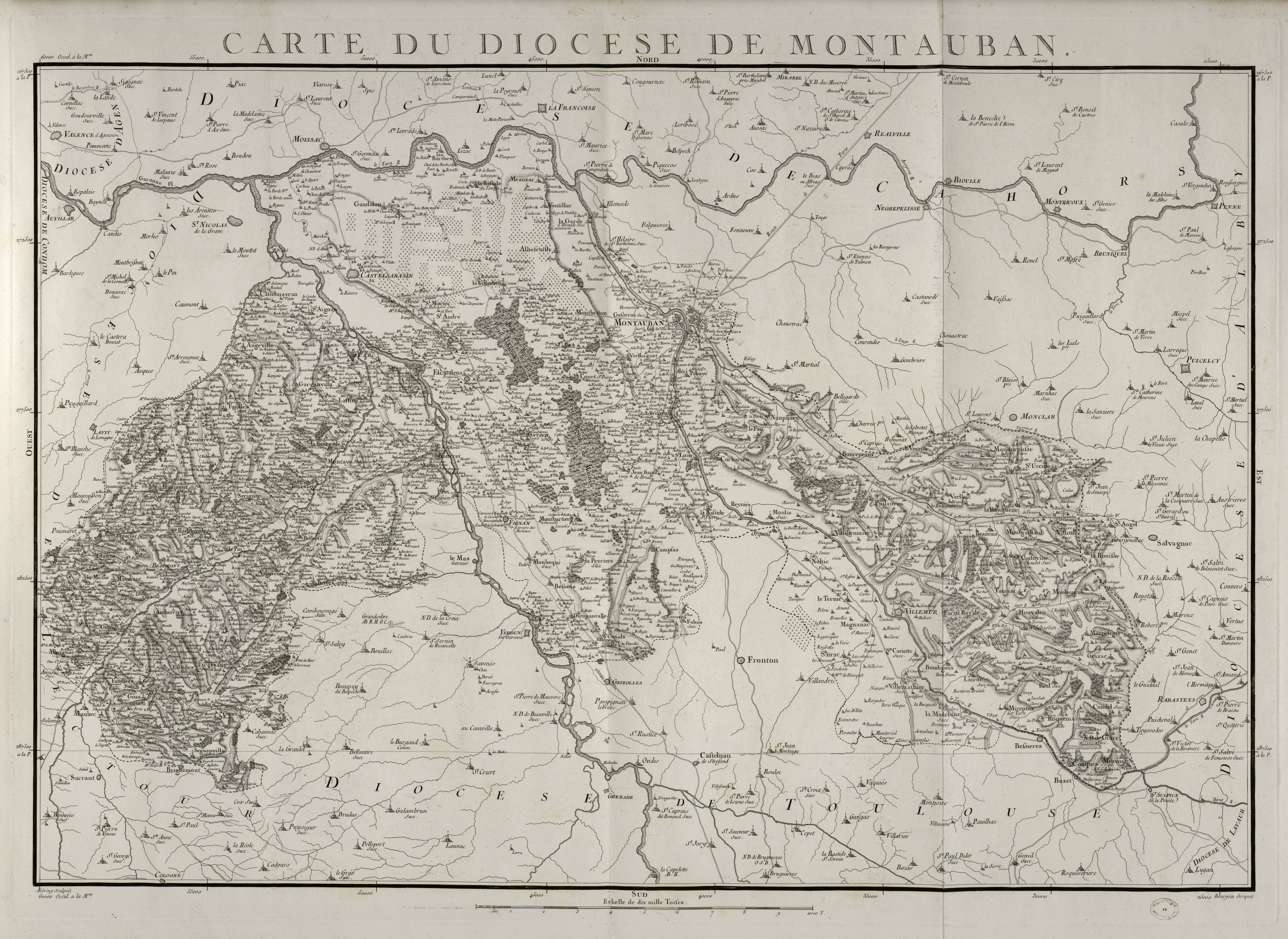
Het bisdom in de 18e eeuw, voor de Franse Revolutie

In de jaren 1550 ging de meerderheid van de bevolking van Montauban over op het protestantisme, zo ook bisschop Jean de Lettes. Hij werd al in 1539 benoemd tot bisschop van Montauban maar hij maakte pas in 1551 zijn intrede in de stad. In 1556 trouwde hij, legde zijn functies neer en verhuisde naar Genève. Hij werd opgevolgd door zijn neef Jacques Des-Prés Montpezat die nooit bezit kon nemen van zijn bisdom omdat Montauban stevig in handen was van de hugenoten. Na zijn dood in 1589 bleef de bisschopszetel vacant tot de aanstelling van Anne Carron de Murviel in 1600. Hij verbleef meestal in Montech en kon pas voor het eerst kort verblijven in Montauban in 1606 en dan nog enkel met een gewapend escorte. Hij maakte van de kerk Saint-Jacques in Montauban de nieuwe kathedraal omdat de oude kathedraal door de hugenoten was afgebroken. In 1629 kwam de stad terug onder koninklijk en katholiek gezag. Onder bisschop Pierre de Berthier begon de contrareformatie in het bisdom Montauban volop. Een nieuwe kathedraal en bisschoppelijk paleis werden gebouwd.

### Franse Revolutie
Anne-François-Victor Le Tonnelier de Breteuil werd bisschop in 1763. Na de Franse Revolutie weigerde hij de eed op de republikeinse grondwet af te leggen. Hij stierf in de gevangenis. Na hem bleef de bisschopszetel vacant. Het bisdom werd opgeheven bij de instelling van de nieuwe kerkelijke hiërarchie in Frankrijk na het Concordaat van 1801.

### Heroprichting
In 1808, tegelijk met de oprichting van het departement Tarn-et-Garonne, werd Montauban toch opnieuw een bisdom. Maar een dispuut tussen Napoleon en de Heilige Stoel over de te benoemen bisschop gooide roet in het eten. Het zou tot 1823 duren eer er een nieuwe bisschop werd aangesteld, Jean-Louis Lefebvre de Cheverus. Zolang werd het heropgerichte bisdom bestuurd door een vicaris. De residentie van de nieuwe bisschop kwam eerst in het Hôtel d'Aliès dat nu dienst doet als stadhuis en vanaf 1908 in het Kasteel van Montauriol, tot dit in 1974 werd verkocht aan de Conseil général van het departement. De bisschop nam daarna zijn intrek in een voormalig klooster aan de Faubourg du Moustier.

## Bisschoppen
- Bertrand Dupuy, O.S.B. (1317)

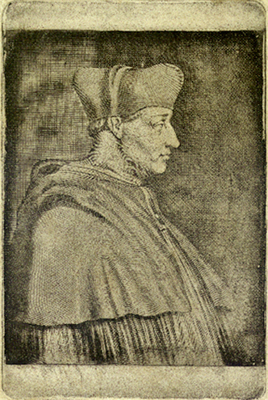
Georges d'Amboise

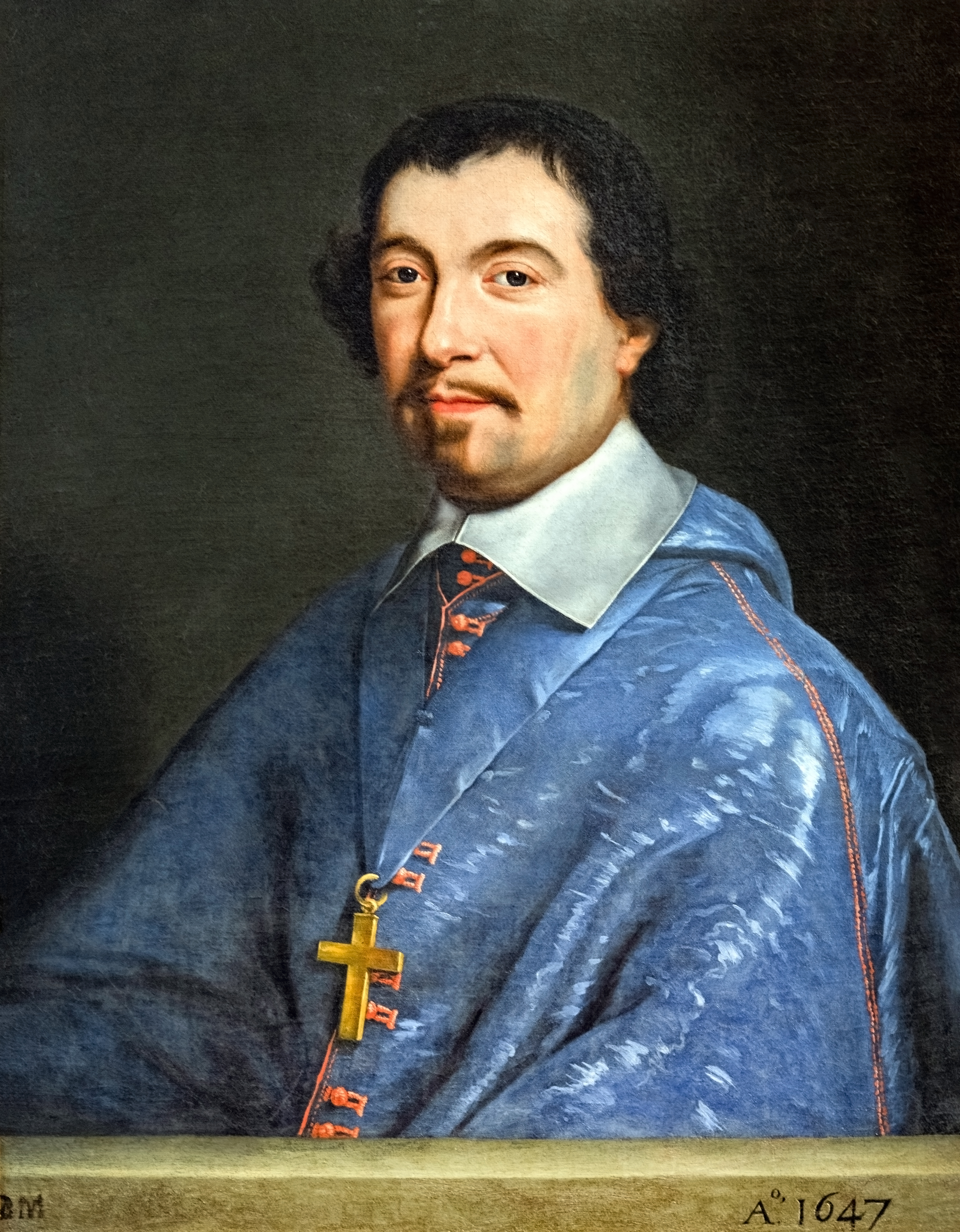
Pierre de Berthier

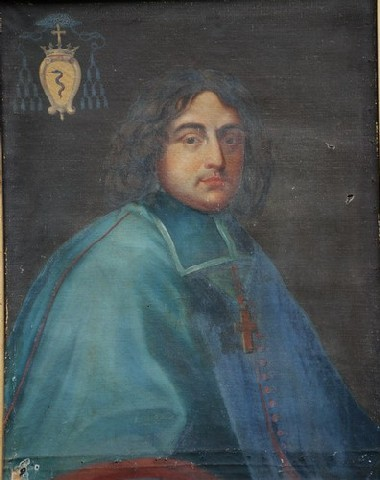
Jean-Baptiste-Michel Colbert de Saint-Pouange

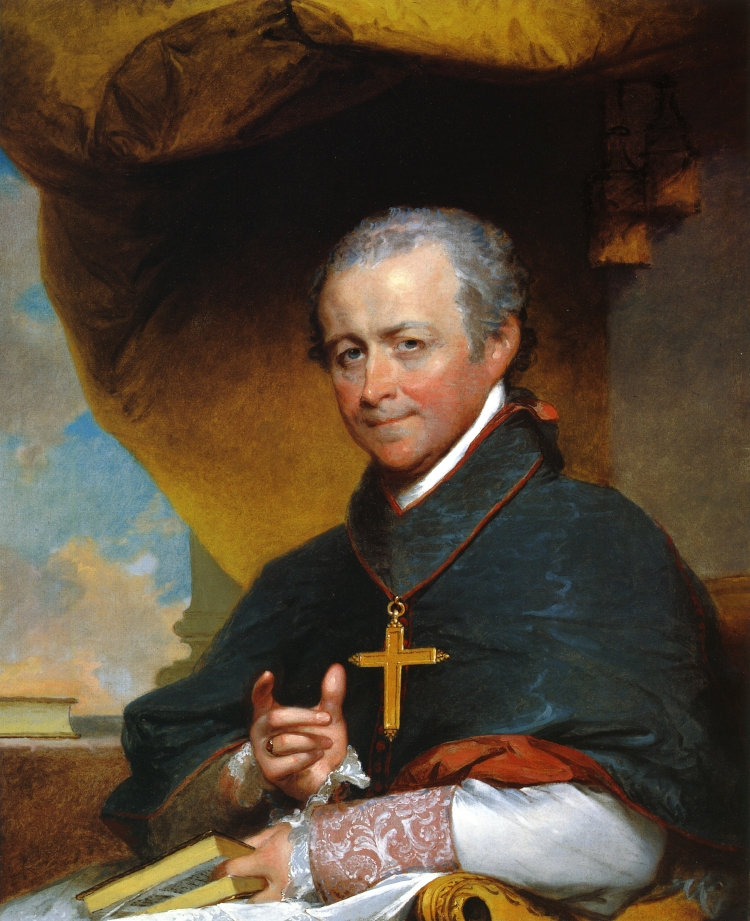
Jean-Louis Lefebvre de Cheverus

- Guillaume de Cardaillac, O.S.B. (1317-1355)
- Jacques de Deux, O.S.A. (1355-1357)
- Bertrand de Cardaillac (1357-1361)
- Arnaud Bernard du Pouget (1361-1368)
- Pierre de Chalais (1368-1379)
- Bertrand Robert de Saint-Jal, O.S.B. (1380-1403)
- Géraud du Puy (1403-1404)
- Raymond de Bar (1404-1424)
- Gérard de Faidit (1424-1425)
- Pierre de Cotigny (1425-1427)
- Bernard de La Roche Fontenilles, O.F.M. (1427-1445)
- Aymery de Roquemaurel, O.S.B. (1446-1449)
- Yvest du Rosier (1450-1452)
- Guillaume d’Estampes (1452-1454)
- Jean de Batut de Montrosier (1454-1470)
- Jean de Montalembert, O.S.B. (1471-1483)
- Georges d'Amboise (1484-1491)
- Jean d’Auriol (1491-1516)
- Jean des Pres Montpezat (1516-1537)
- Jean de Lettes (1539-1556)
- Jacques Desprez de Montpezat (1556-1589)
- Anne Carron de Murviel (1600-1652)
- Pierre de Berthier (1652-1674)
- Jean-Baptiste-Michel Colbert de Saint-Pouange (1675-1693)
- Henri de Nesmond (1692-1703)
- François de Nettancourt d'Haussonville de Vaubecourt (1704-1729)
- Michel de Verthamon de Chavagnac (1729-1762)
- Anne-François-Victor Le Tonnelier de Breteuil (1763-1794)
- Jean-Louis Lefebvre de Cheverus (1823-1826)
- Louis-Guillaume-Valentin Dubourg, P.S.S. (1826-1833)
- Jean-Armand Chaudru de Trélissac (1833-1843)
- Jean-Marie Doney (1844-1871)
- Théodore Legain (1871-1881)
- Adolphe-Josué-Frédéric Fiard (1881-1908)
- Pierre-Eugène-Alexandre Marty (1908-1929)
- Clément-Emile Roques (1929-1934)
- Elie-Antoine Durand (1935-1939)
- Pierre-Marie Théas (1940-1947)
- Louis-Marie-Joseph de Courrèges d’Ustou (1947-1970)
- Roger Joseph Tort (1970-1975)
- Jacques Marie Sébastien de Saint-Blanquat (1975-1995)
- Bernard Marie Fernand Housset (1996-2006)
- Bernard Joseph Germain Marie Ginoux (2007-2022)
- Alain Jean Louis Guellec (2022-)